# Andrew Tembo
Andrew Tembo (né le 19 août 1971 en Zambie) est un footballeur international zambien, qui évoluait au poste de milieu de terrain.

## Biographie

### Carrière en club
Andrew Tembo joue deux matchs en Ligue 2 française avec le club de l'Olympique de Marseille.

### Carrière en sélection
Avec l'équipe de Zambie, il joue 47 matchs et inscrit 9 buts entre 1993 et 2001. 
Il figure dans le groupe des sélectionnés lors des Coupes d'Afrique des nations de 1996, de 1998 et de 2000. La sélection zambienne se classe troisième de la compétition en 1996.
Il joue également 8 matchs comptant pour les tours préliminaires de la coupe du monde, lors des éditions 1998 et 2002.

## Palmarès
| Olympique de Marseille - Championnat de France D2 (1) : - Champion : 1994-95.                   |  | Odense BK \| - Coupe du Danemark (1) : - Vainqueur : 2001-02. - Supercoupe du Danemark : - Finaliste : 2002. \| \| - Championnat du Danemark D2 (1) : - Champion : 1998-99. \| |
| - Coupe du Danemark (1) : - Vainqueur : 2001-02. - Supercoupe du Danemark : - Finaliste : 2002. |  | - Championnat du Danemark D2 (1) : - Champion : 1998-99. |